# 上山和樹
上山 和樹（うえやま かずき、1968年 - ）とは、日本の著作家。主に引きこもりに関する言論・著作活動で知られる。

## 略歴
兵庫県に生まれる。中学受験を経験するが、挫折し公立中学に進学する。中学校在学中から大腸炎に苦しみ不登校を経験する。高校は進学校で知られる白陵高校に進学するが管理的な教師への反発から中退して山梨県の私立高校で寮生活を送る（全寮制ではない）も、通えなくなってしまう。
関西の公立大学に進学するも大学時代は哲学的な悩みに忙殺される。結果として再び不登校となってしまい、後に卒業するまで葛藤の日々を送る。その後は30代に至るまで断続的な引きこもり生活を送る。
2001年に著書『「ひきこもり」だった僕から』を上梓する。
以降2000年代前半にかけて雑誌『ビッグイシュー日本版』にて引きこもりに関する発言で知られる精神科医の斉藤環との往復書簡を公開する。

## 著書
- 『「ひきこもり」だった僕から』講談社, 2001年